# Pagny-sur-Moselle
Pagny-sur-Moselle település Franciaországban, Meurthe-et-Moselle megyében. Lakosainak száma 3953 fő (2022. január 1.). Pagny-sur-Moselle Arry, Arnaville, Bayonville-sur-Mad, Onville, Prény, Vandières és Vittonville községekkel határos.

## Népesség
A település népességének változása:
| Lakosok száma | 3525 | 3707 | 4227 | 4140 | 4095 | 4138 | 4140 | 4105 | 4053 | 3953 |
|               | 1968 | 1982 | 1990 | 2006 | 2013 | 2015 | 2017 | 2019 | 2020 | 2022 |